# Salernitana Sport 1991-1992
Questa pagina raccoglie i dati riguardanti la Salernitana Sport nelle competizioni ufficiali della stagione 1991-1992.

## Stagione
La Salernitana, appena retrocessa, risulta gravemente indebitata e così il proprietario e presidente Giuseppe Soglia tenta di vendere. Nell'attesa di trovare compratori della Società, la squadra parte in ritiro in vista dell'imminente stagione e viene scelto Franco Vannini come allenatore. 
Sarà Antonio Capone, in nome e per conto di Pasquale Casillo, il 28 luglio 1991 a rilevare il club con l'intento di farne una società satellite del Foggia.
Franco Del Mese ne diventa amministratore delegato, Giuseppe Cannella direttore sportivo, Giovanni Simonelli è il nuovo allenatore al posto di Franco Vannini, che era stato ingaggiato dalla vecchia proprietà, mentre la carica di presidente rimane vacante.
In Coppa Italia e Coppa Italia Serie C la squadra viene eliminata immediatamente dalle rispettive competizioni. Viceversa, in campionato la squadra parte a razzo: trascinata dai goal di D'Isidoro, vince 5 delle prime 7 partite, ottenendo ben 12 punti e insediandosi al comando solitario della classifica, con 4 lunghezze di vantaggio sulle inseguitrici.
Ma problemi di spogliatoio causeranno un calo vistoso di risultati che provocheranno l'esonero di Simonelli dopo la sconfitta a Reggio Calabria. Al suo posto viene chiamato Tarcisio Burgnich, e alla fine sarà quinto posto a pari merito con altre tre squadre.

## Divise e sponsor
Lo sponsor tecnico per la stagione 1991-1992 è ABM, mentre lo sponsor ufficiale è Antonio Amato. La prima divisa è granata, mentre la seconda è bianca.
| Casa | Trasferta |

## Mercato
Acquisti: Emilio Zangara (P), Antonio Amatruda, Roberto Andreoli, Angelo Carpineta, Gianluca Grassadonia, Giorgio Taormina (D), Luigino Dal Prà, Giuseppe De Palma, Vincenzo De Sio, Gabriele Landi, Luciano Mauro (C), Stefano Casale, Tiziano D'Isidoro, Roberto Rovani (A)
Cessioni: Massimo Battara, Matteo Mancuso (P), Giampaolo Ceramicola, Carmine Della Pietra, Giuseppe Di Sarno, Vincenzo Rodia (D), Michele Amato, Giuseppe Donatelli (C), Eupremio Carruezzo, Enrico Gallo, Maurizio Lucchetti, Nicola Martini, Adelino Zennaro, Francesco Antonio Pisicchio_Marco Nobile (A)

## Rosa
| N. |                   | Ruolo | Calciatore           |
| -- | ----------------- | ----- | -------------------- |
|    | Italia (bandiera) | P     | Antonio Efficie      |
|    | Italia (bandiera) | P     | Emiliano Zangara     |
|    | Italia (bandiera) | D     | Antonio Amatruda     |
|    | Italia (bandiera) | D     | Roberto Andreoli     |
|    | Italia (bandiera) | D     | Angelo Carpineta     |
|    | Italia (bandiera) | D     | Antonio Ciraci       |
|    | Italia (bandiera) | D     | Ciro Ferrara         |
|    | Italia (bandiera) | D     | Gianluca Grassadonia |
|    | Italia (bandiera) | D     | Mark Iuliano         |
|    | Italia (bandiera) | D     | Claudio Lombardo     |
|    | Italia (bandiera) | D     | Giorgio Taormina     |
|    | Italia (bandiera) | C     | Luigino Dal Prà      |

| N. |                   | Ruolo | Calciatore            |
| -- | ----------------- | ----- | --------------------- |
|    | Italia (bandiera) | C     | Giuseppe De Palma     |
|    | Italia (bandiera) | C     | Vincenzo De Sio       |
|    | Italia (bandiera) | C     | Gian Piero Gasperini  |
|    | Italia (bandiera) | C     | Gabriele Landi        |
|    | Italia (bandiera) | C     | Luciano Mauro         |
|    | Italia (bandiera) | C     | Corrado Urbano        |
|    | Italia (bandiera) | C     | Daniele Pasa          |
|    | Italia (bandiera) | C     | Marco Pecoraro Scanio |
|    | Italia (bandiera) | A     | Stefano Casale        |
|    | Italia (bandiera) | A     | Tiziano D'Isidoro     |
|    | Italia (bandiera) | A     | Fabio Fratena         |
|    | Italia (bandiera) | A     | Roberto Rovani        |

## Risultati

### Campionato

#### Girone di andata
| 15 settembre 1991 1ª giornata | Licata | 2 – 2 | Salernitana |  |

| 22 settembre 1991 2ª giornata               | Salernitana | 1 – 0 | Giarre |  |
| \| \| \| \| \| D'Isidoro \| Marcatori \| \| |             |       |        |  |
|                                             |             |       |        |  |
| D'Isidoro                                   | Marcatori   |       |        |  |

| 29 settembre 1991 3ª giornata | Sambenedettese | 1 – 1 | Salernitana |  |

| 6 ottobre 1991 4ª giornata | Salernitana | 1 – 0 | Reggina |  |

| 13 ottobre 1991 5ª giornata               | Barletta  | 0 – 1   | Salernitana |  |
| \| \| \| \| \| \| Marcatori \| Dal Prà \| |           |         |             |  |
|                                           |           |         |             |  |
|                                           | Marcatori | Dal Prà |             |  |

| Arbitro: | Salvatore Racalbuto (Gallarate) |

|                                        |           |                  |
| Claudio Lombardo 17’ Fabio Fratena 91’ | Marcatori | 92’ Davide Ricci |

| 27 ottobre 1991 7ª giornata | Salernitana | 1 – 0 | Casarano |  |

| 10 novembre 1991 8ª giornata | Catania | 2 – 1 | Salernitana |  |

| 17 novembre 1991 9ª giornata | Salernitana | 0 – 0 | Perugia |  |

| 24 novembre 1991 10ª giornata | Chieti | 2 – 1 | Salernitana |  |

| 1º dicembre 1991 11ª giornata | Salernitana | 1 – 0 | Monopoli |  |

| 8 dicembre 1991 12ª giornata | Fidelis Andria | 1 – 0 | Salernitana |  |

| 15 dicembre 1991 13ª giornata | Salernitana | 2 – 2 | Ischia Isolaverde |  |

| 22 dicembre 1991 14ª giornata | Fano | 1 – 1 | Salernitana |  |

| 29 dicembre 1991 15ª giornata | Salernitana | 0 – 1 | Siracusa |  |

| 12 gennaio 1992 16ª giornata | Ternana | 1 – 1 | Salernitana |  |

| 19 gennaio 1992 17ª giornata | Salernitana | 0 – 0 | Acireale |  |

#### Girone di ritorno
| 26 gennaio 1992 18ª giornata | Salernitana | 0 – 2 | Licata |  |

| 9 febbraio 1992 19ª giornata | Giarre | 1 – 0 | Salernitana |  |

| 16 febbraio 1992 20ª giornata | Salernitana | 1 – 0 | Sambenedettese |  |

| 23 febbraio 1992 21ª giornata | Reggina | 1 – 0 | Salernitana |  |

| 1º marzo 1992 22ª giornata | Salernitana | 1 – 0 | Barletta |  |

| Arbitro: | Gregori (Piacenza) |

|                    |           |  |
| Adolfo Sormani 18’ | Marcatori |  |

| 15 marzo 1992 24ª giornata | Casarano | 0 – 0 | Salernitana |  |

| 23 marzo 1992 25ª giornata | Salernitana | 0 – 1 | Catania |  |

| 5 aprile 1992 26ª giornata | Perugia | 1 – 0 | Salernitana |  |

| 12 aprile 1992 27ª giornata | Salernitana | 1 – 0 | Chieti |  |

| 18 aprile 1992 28ª giornata | Monopoli | 0 – 1 | Salernitana |  |

| 26 aprile 1992 29ª giornata | Salernitana | 1 – 1 | Fidelis Andria |  |

| 3 maggio 1992 30ª giornata | Ischia Isolaverde | 0 – 0 | Salernitana |  |

| 10 maggio 1992 31ª giornata | Salernitana | 2 – 1 | Fano |  |

| 17 maggio 1992 32ª giornata | Siracusa | 4 – 3 | Salernitana |  |

| 24 maggio 1992 33ª giornata | Salernitana | 0 – 0 | Ternana |  |

| 31 maggio 1992 34ª giornata | Acireale | 0 – 0 | Salernitana |  |